# تراث التأثير
في بعض الولايات القضائية التي تُنشأ بموجب القانون المدني (مثل فرنسا، وكيبيك، والمكسيك، وما إلى ذلك)، يكون التملّك في الملكية الشخصية أو الأصول أو الحوزة القانونية التي يمكن تقسيمها لغرض ائتماني، باعتبارها متميزة عن الأصول العامة للشخص. وهو مماثل في بعض النواحي للطريقة التي يتم بها في ظل القانون العام حيازة الممتلكات أو إدارتها أو استثمارها في الثقة من قبل الوصي لصالح الأطراف الثالثة (المستفيدين). وتظل الممتلكات المتأثرة خارج موجودات المانح؛ ولذلك، فحتى إذا أفلس المانح أو أصبح معسرا أو امتلك التزامات، تظل الممتلكات غير قابلة للمساس بها وقد تستمر في إفادة المستفيدين المقصودين.
اقترح أصلاً كطريقة لشرح الثقة القانون العام، وطرح المفهوم لأول مرة من قبل الفقيه الفرنسي بيير ليبولل. الذي استند على زويكفيرموغن الألمانية.